# Albert Humphrey
Albert Humphrey (Stati Uniti, 2 giugno 1926 – Regno Unito, 31 ottobre 2005) è stato un economista statunitense.

## Biografia
Si iscrisse presso il Massachusetts Institute of Technology, università dell'Illinois, dove ha conseguito un master in Ingegneria Chimica. Successivamente ha ottenuto anche un MBA presso la Harvard Business School. Dal 1960 al 1970 ha condotto presso lo Stanford Research Institute una ricerca tra le aziende elencate nella rivista statunitense Fortune 500. I risultati di questa indagine sono stati utilizzati da Humphrey per sviluppare, con successo, l'Action Team Model (TAM), strumento concettuale rivolto ai dirigenti aziendali per lo studio del cambiamento della propria azienda.
Oltre al suo ruolo attivo presso lo Stanford Research Institute (California), Albert Humphrey ha anche lavorato in tutto il mondo come consulente di gestione per oltre 100 aziende. Il suo studio sulla gestione organizzativa e del cambiamento culturale si concretizza nell'elaborato concetto della gestione Action Team (TAM®), metodo descritto passo-passo per incoraggiare la cooperazione armoniosa tra le persone.
Nel 2004 fu Keynote Speaker, o Primo Relatore, alla Price Waterhouse Coopers (PWC) in un seminario internazionale tenutosi in Grecia, dove ha anche tenuto sessioni private con il Primo Ministro greco. Nel 2005, oltre ad essere ancora presente nei consigli di amministrazione di cinque organizzazioni, è stato, fino al suo decesso, direttore delle operazioni europee per l'Ufficio Nazionale di consulenti certificati negli Stati Uniti. Muore all'età di 79 anni, il 31 ottobre 2005. Nonostante la sua scomparsa, nel Regno Unito, l'organizzazione TAM è ancora presente ed attiva.

## Pubblicazioni
- 2005. Analisi SWOT per la consulenza direzionale. SRI Alumni Newsletter (SRI International), December, pp. 7–8.
- 2005. Passando recessione in grandi Ripresa. IEEE Ingegneria Management Review, 33 (2), 47–50.
- 2005. Strategia: Gestione di una recessione. Estratto 29-08-2010 da http://www.leader-values.com/article.php?aid=510
- 1986. Preparando per il cambiamento. La decisione di gestione, 24 (6), 12–15.
- 1974. MBO, turned upside down, Management Review, 63, (8) August, 4–8.